# Garth Iorg
Garth Ray Iorg (né le 12 octobre 1954 à Arcata, Californie, États-Unis) est un ancien joueur et instructeur de baseball.
Il joue dans la Ligue majeure de baseball en 1978 puis de 1980 à 1987 avec les Blue Jays de Toronto comme joueur de troisième but et joueur de deuxième but. 
Il est l'un des instructeurs des Brewers de Milwaukee à la fin de la saison 2008, puis de 2011 à 2014.

## Carrière de joueur
Alors qu'il est à l'école secondaire de sa ville natale d'Arcata, Garth Iorg est mis sous contrat par les Yankees de New York après avoir été leur choix de 8e tour au repêchage amateur de juin 1973. Les Yankees perdent Iorg, qui a amorcé sa carrière professionnelle en ligues mineures, lorsqu'il est le 41e joueur sélectionné au repêchage d'expansion de 1976 visant à construire les deux nouveaux clubs qui s'ajoutent en 1977 à la Ligue américaine : les Blue Jays de Toronto et les Mariners de Seattle. Choisi par les Blue Jays, Iorg est assigné aux ligues mineures l'année suivante et fait ses débuts dans le baseball majeur avec Toronto le 4 octobre 1978. Après une année 1979 passée exclusivement dans les mineures, il se joint définitivement aux Blue Jays en 1980 et demeure avec le club jusqu'à la fin de sa carrière en 1987.
D'abord substitut, il dispute la plupart des matchs des Jays à partir de la saison 1982, généralement comme joueur de troisième but mais aussi au deuxième coussin. Il joue fréquemment en alternance au troisième but avec son coéquipier Rance Mulliniks, un duo que les médias torontois surnomment Mullinorge. Les deux sont fréquemment appelés à servir de frappeurs suppléants.
En 1982, il maintient une moyenne au bâton de ,285 avec 20 doubles, 36 points produits et un record personnel de 119 coups sûrs. En 1983, il réussit 103 coups sûrs, 22 doubles, 39 points produits et frappe pour ,275. En 131 matchs joués en 1985, il égale son record personnel de 22 doubles et affiche sa meilleure moyenne au bâton (,313) et son meilleur pourcentage de présence sur les buts (,358). En 1986, ses 44 points produits représentent son plus haut total en carrière.
En 931 matchs en carrière, Garth Iorg a réussi 633 coups sûrs, 125 doubles, 16 triples, 20 circuits, 23 buts volés, 251 points marqués et 238 points produits. Sa moyenne au bâton en carrière s'élève à ,258 et sa moyenne de présence sur les buts à ,292.

## Carrière d'entraîneur
Garth Iorg demeure chez les Blue Jays comme gérant de leurs clubs affiliés en ligues mineure de 1990 à 1995. Les quatre dernières années, il dirige le club-école de niveau Double-A, les Smokies de Knoxville. En 1997, il est pour une saison gérant des SkyChiefs de Syracuse, le club-école Triple-A des Jays dans la Ligue internationale. 
Par la suite instructeur des joueurs de champ intérieur en ligues mineures dans l'organisation des Brewers de Milwaukee, il rejoint brièvement le club des majeures lorsqu'en septembre 2008 les Brewers congédient leur gérant Ned Yost pour le remplacer par Dale Sveum, l'ancien instructeur de troisième but qui laisse un poste vacant pour Iorg. Ce dernier revient chez les Brewers, dont il est l'instructeur de troisième but de la saison 2011 à la saison 2014. Les Brewers le remercient de ses services en octobre 2014.

## Vie personnelle
Iorg est un nom d'origine danoise. Garth Iorg est le frère du joueur de baseball Dane Iorg, de quatre ans son aîné. Dane, un champion de la Série mondiale 1985 avec les Royals de Kansas City, a joué contre Garth et les Blue Jays dans la Série de championnat 1985 de la Ligue américaine. 
Le fils de Garth, Cale Iorg, est un ancien joueur de baseball qui a évolué dans les ligue mineures dans l'organisation des Tigers de Détroit,. Né à Toronto, Cale a représenté le Canada à la Classique mondiale de baseball 2013.